# Церковь Покрова Пресвятой Богородицы (Шептуховка)
Церковь Покрова Пресвятой Богородицы — православный храм Шахтинской и Миллеровской епархии, Чертково-Калитвенское благочиние, находящийся в селе Шептуховка Чертковского района Ростовской области.

## История
Каменная церковь Покрова Пресвятой Богородицы в селе Шептуховка построена в 1912 году рядом с деревянной церковью Николая Чудотворца, сооружённой в 1790 году (не сохранилась).
Храм строили всем миром. Значительную материальную помощь в его строительстве оказали местные помещики: Янов, Шептухов и Обухов. Церковь сохранилась до наших дней. Настоятелем храма является иерей Антоний Колистратов. Здесь проводятся открытые уроки и экскурсии для учащихся.